# Kormoran japoński
Kormoran japoński (Phalacrocorax capillatus) – gatunek dużego ptaka z rodziny kormoranów (Phalacrocoracidae). Występuje na wybrzeżach wschodniej Azji – północno-wschodnich Chin, Korei, Japonii i Rosyjskiego Dalekiego Wschodu; zimą jego zasięg na południu rozciąga się po wybrzeża Tajwanu i wschodnich Chin. Nie wyróżnia się podgatunków.
MorfologiaDługość ciała wynosi 81–92 cm, rozpiętość skrzydeł około 152 cm; masa ciała: samce 3,0–3,35 kg, samice 2,3–2,7 kg. Upierzenie całe czarne, żółta naga skóra od oka po gardło. W sezonie lęgowym białe pióra nad nogami oraz od głowy po szyję. Młode kormorany (poniżej roku życia) są białe od piersi do brzucha, ale w następnym roku zaczynają im wyrastać ciemne pióra na piersiach. Ptaki dwuletnie lub starsze są ciemnobrązowe, ale nadal mają białe pióra na piersiach. Dorosłe upierzenie uzyskują w wieku 3 lat lub później.
EkologiaZamieszkuje skaliste wybrzeża i wyspy, rzadko spotykany w głębi lądu. Żywi się głównie rybami, które łowi nurkując. Często odpoczywa na falochronach w portach.
W Japonii lęgi mają miejsce od maja (czasami od kwietnia) do lipca w koloniach na klifach lub skałach. Ptaki budują płytkie gniazdo o średnicy około 60 cm; budulec stanowią głównie gałązki, a wyściółkę – wodorosty i sucha trawa. Średnia odległość między gniazdami wynosi około 1 m. W zniesieniu 1–6 jaj (najczęściej 3 lub 4). Inkubacja na japońskiej wyspie Teurito (w pobliżu Hokkaido) trwa 27,9 ± 2,1 dni. Wysiadują oboje rodzice na przemian. W Japonii młode opuszczają gniazdo po 50–60 dniach od wyklucia, choć jeszcze przez pewien czas sporadycznie wracają do gniazda, by zostać nakarmione przez rodziców.
StatusIUCN uznaje kormorana japońskiego za gatunek najmniejszej troski (LC, Least Concern) nieprzerwanie od 1988 roku. W 2006 roku szacowano liczebność światowej populacji na około 25–100 tysięcy osobników. BirdLife International uznaje trend liczebności populacji za trudny do określenia.
Znaczenie dla człowiekaW rejonie rzeki Nagara na Honsiu kormorany japońskie wykorzystywane są przez rybaków do połowów ryb aju (Plecoglossus altivelis).